# 8661 Ratzinger
8661 Ratzinger è un asteroide della fascia principale esterna. Scoperto nel 1990, presenta un'orbita caratterizzata da un semiasse maggiore pari a 3,0050368 UA e da un'eccentricità di 0,0408054, inclinata di 10,56261° rispetto all'eclittica. Ha un diametro di 13,394 km e un periodo di rotazione di 4,301035	ore.
Fa parte della famiglia di asteroidi Eos.
Fu dedicato all'allora cardinale bavarese Joseph Ratzinger, poi papa Benedetto XVI.